# Chlorhoda superba
Chlorhoda superba är en fjärilsart som beskrevs av Toulgoët och Goodger. Chlorhoda superba ingår i släktet Chlorhoda och familjen björnspinnare. Inga underarter finns listade i Catalogue of Life.